# Osmancık
Osmancık ist eine Stadt und ein Landkreis der türkischen Provinz Çorum. Die Stadt liegt etwa 50 Kilometer nördlich der Provinzhauptstadt Çorum an der Fernstraße E-80, die von Portugal über Istanbul, Amasya, Erzurum und Ağrı in den Iran führt. Die Stadt Osmancık liegt im Tal des Flusses Kızılırmak zwischen dem Kavakdağ im Süden und dem 1732 Meter hohen Cal Dağı im Norden. Die Kreisstadt Osmancık beherbergt über zwei Drittel der Kreisbevölkerung (2020: 67,4 %).
In osmanischer Zeit hieß die Ortschaft Aflanos. Der heutige Name bedeutet „kleiner Osman“ und ist ein Beiname (lakab) Osmans I.

## Landkreis
Der Landkreis liegt im Nordosten der Provinz. Er grenzt im Norden an die Provinz Samsun, im Osten an die Provinz Amasya, im Süden an die Kreise Laçin, Dodurga und Oğuzlar, im Südwesten an den Kreis İskilip sowie im Nordwesten an den Kreis Kargı.
Neben der Kreisstadt besteht der Landkreis Osmancık aus 55 Dörfern (Köy) mit durchschnittlich 256 Bewohnern. Öbektaş (1397) und Gökdere (1052 Einw.) sind die beiden größten Dörfer im Kreis. Die Bevölkerungsdichte des Landkreises liegt mit 34 Einwohnern je Quadratkilometer unterhalb des Provinzdurchschnitts (43 Einwohner je km²).

## Persönlichkeiten
- Sibel Şimşek (* 1984), türkische Gewichtheberin